# 皮耶兰杰洛·维尼亚蒂
皮耶兰杰洛·维尼亚蒂（義大利語：Pierangelo Vignati，1970年12月10日—），意大利男子自行车运动员。他曾代表意大利参加2000年和2004年夏季残疾人奥林匹克运动会自行车比赛，获得一枚金牌。